# SummerSlam (1999)
SummerSlam 1999 est le douzième SummerSlam, pay-per-view de catch produit par la World Wrestling Entertainment. Il s'est déroulé le 22 août 1999 au Target Center de Minneapolis au Minnesota. Le slogan était « An Out of Body Experience », en référence à Jesse « The Body » Ventura qui était l'arbitre spécial du main-event.

## Résultats
| #                                                          | Résultats | Stipulations                                                                           | Durée |
| ---------------------------------------------------------- | --- | -------------------------------------------------------------------------------------- | ----- |
| 1                                                          | Jeff Jarrett (avec Debra) bat D'Lo Brown (c) | Match simple pour le WWF Intercontinental Championship et le WWF European Championship | 07:28 |
| 2                                                          | The Acolytes (Faarooq et Bradshaw) battent Edge et Christian, The Hardy Boyz (Matt et Jeff) (Gangrel), Hardcore Holly et Crash Holly, Droz et Prince Albert, & Mideon et Viscera | Tag Team Turmoil match                                                                 | 17:27 |
| 3                                                          | Al Snow bat The Big Boss Man (c) | Match simple pour le WWF Hardcore Championship                                         | 07:25 |
| 4                                                          | Ivory (c) bat Tori | Match simple pour le WWF Women's Championship                                          | 04:11 |
| 5                                                          | Ken Shamrock bat Steve Blackman | Lion's Den weapons match                                                               | 09:05 |
| 6                                                          | Test bat Shane McMahon | "Love her or Leave her" Greenwich Street Fight                                         | 12:14 |
| 7                                                          | The Undertaker et The Big Show battent X-Pac et Kane (c) | Tag team match pour le WWF Tag Team Championship                                       | 12:00 |
| 8                                                          | The Rock bat Mr. Ass | Kiss my ass match                                                                      | 10:11 |
| 9                                                          | Mankind bat Steve Austin (c) et Triple H (avec Chyna) (avec Jesse Ventura en tant qu'arbitre spécial)                                                                            | Triple Threat match pour le WWF Championship                                           | 16:24 |
| (c) désigne le champion défendant son titre dans le match. | |                                                                                        |       |